# Leontiusbrunnen (Muri)

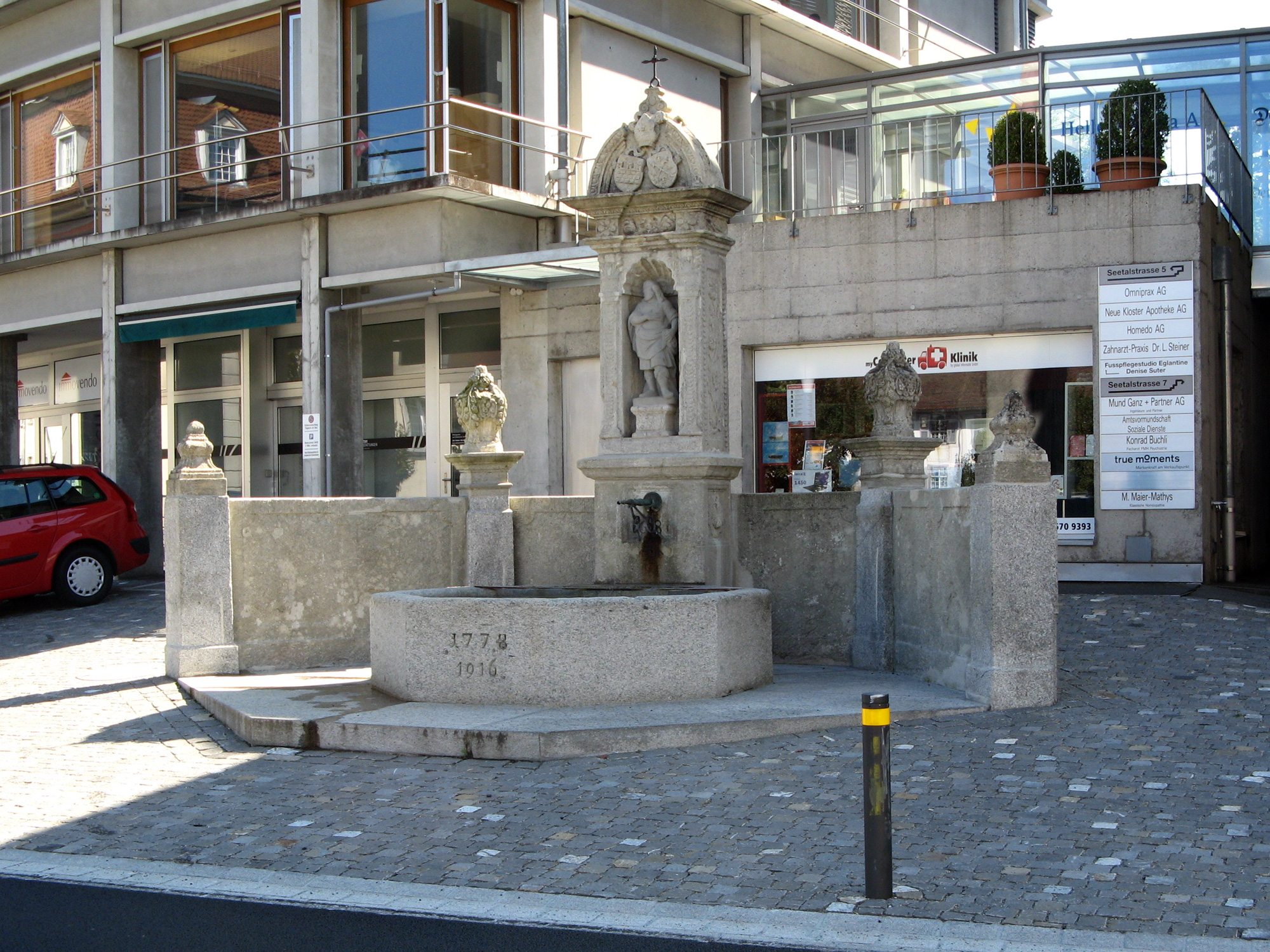
Leontiusbrunnen

Der Leontiusbrunnen ist ein Brunnen in Muri im Kanton Aargau. Er befindet sich an der Kreuzung von Seetalstrasse, Marktstrasse und Kirchbühlstrasse, schräg gegenüber der südwestlichen Ecke des Klosters Muri. Der Brunnen im barocken Stil steht unter Denkmalschutz und ist ein Kulturgut von nationaler Bedeutung.
Im Auftrag von Abt Hieronymus Troger schuf Hans Heinrich Schmid aus Sarmenstorf im Jahr 1681 den Trog und den Brunnenstock. Zwei Jahre später schuf der Bildhauer Johann Baptist Wickart aus Zug die Figur des Katakombenheiligen Leontius (dessen Gebeine in der Klosterkirche aufbewahrt werden). Der Trog wurde 1733 und 1778 ersetzt, 1916 erfolgte eine Renovation.
Der achteckige Trog mit einem Durchmesser von 2,40 Metern zeigt die Jahreszahlen 1778 und 1916. Dahinter erhebt sich der Brunnenstock, bestehend aus Sockel und Ädikula. Der Sockel ist mit der Jahreszahl 1681. Die Ädikula besteht aus geschuppten Rahmenpilastern mit Kämpfer, flachen Säulenstücken und korinthischem Kapitell. Volkskunsthafte Blumenranken zieren die Schmalseiten und das verkröpfte Gebälk. Der Nischenbogen besitzt die Form einer Muschel, auf dem Rundgiebel ist das Wappen von Abt Hieronymus zu sehen. In der Nische steht auf dem Sockel die Figur des Heiligen Leontius, der als römischer Krieger dargestellt wird.